# 高橋さとみ
高橋 さとみ（たかはし さとみ、1983年7月6日 - ）は、NHKのディレクター。元アナウンサー。

## 人物
一橋大学商学部卒業後、2006年に入局する。

## 嗜好・挿話
- 初任地の長野放送局へ赴任直後、東京アナウンス室に異動した古野晶子の後任として地上デジタル放送推進大使を務める。3年目の2008年にレギュラー番組が増えた。
- 仙台放送局勤務時代の2009年11月に結婚し[2]、気象予報士である[3]。

## 過去の担当番組
長野放送局時代
- 長野のニュース・気象情報
- 着信御礼!ケータイ大喜利（2006年8月13日・2007年2月24日・2007年9月22日）
- NHK杯フィギュア直前みどころ情報（2006年11月29日）
- 首都圏ネットワーク（内藤裕子の代行 2007年8月）
- これこそ!わが町 元気魂（2008年1月2日）
- イブニング信州（2008年4月 - 2009年3月）
- 知るしん。信州を知るテレビ〜（2008年4月 - 2009年3月）

※上記2番組は田中千絵と交替担当。
仙台放送局時代
- 宮城のニュース・気象情報
- ニュースウオッチ9 - スポーツコーナー担当の一柳亜矢子の夏期休暇代行（2009年12月7日 - 11日）
- バンクーバーオリンピック - ベストセレクション（2010年2月14日 - 28日） - 東京スタジオキャスター
- NHKニュースおはよう日本 - 週末担当キャスターの守本奈実の代行（2010年8月28日 - 29日）
- 2010年広州アジア大会（2010年11月24日 - 27日） - 東京スタジオ・キャスター
- 別冊あさイチ「おいしい闘技場決勝戦」（2011年3月6日に収録したものの震災の影響で2011年5月5日に遅れ放送） - 進行・司会
- おはよう宮城（キャスター）

※ほかにコールサインアナウンスを担当。
東京アナウンス室移動後
- あさイチ（総合テレビ リポーター、2012年4月 - 2013年3月）
- 情報LIVE ただイマ!（2012年4月 - 2013年2月）
- BSコンシェルジュ（司会・2013年3月29日 -  2015年3月）
- Nスペ5min. 見えず  聞こえずとも（ナレーション・2015年4月25日）
- きょうの料理（Eテレ、2015年4月27日 - 2015年12月）
- すイエんサー（Eテレ、2012年4月 - ） - ナレーション
- ラジオニュース（日曜日夜～月曜日早朝・不定期）
- ワイルドライフ（BS プレミアム、不定期） - ナレーション
- 半分、青い。一週間/5分で半分、青い。（2018年4月8日 - 9月30日） - ナレーション
- さわやか自然百景（2023年10月1日「飯豊連峰　夏」） - ナレーション
- 音の風景（ナレーション）
- あの日 わたしは ～証言記録 東日本大震災～（ナレーション）
- ラジオ文芸館（2024年4月29日）- 語り

## 入局同期のアナウンサー
- 池野健
- 出田奈々
- 小林陽広
- 児林大介
- 小宮山晃義
- 杉浦友紀
- 瀬田宙大
- 高橋さとみ
- 利根川真也
- 中野淳
- 吉田真人
- 和田光太郎
- 渡邊佐和子